# 名偵探柯南 警察學校篇 Wild Police Story
《名偵探柯南 警察學校篇 Wild Police Story》是由日本漫畫家青山剛昌原作、新井隆廣作畫的漫畫，作品的故事情節由青山剛昌負責全面監修。於《週刊少年Sunday》2019年44號開始在《名偵探柯南》本篇休刊時連載，2020年51號完結，全13話。故事講述安室透及他同期松田陣平、伊達航、萩原研二、諸伏景光在警察學校所發生的青春故事。

## 登場角色
| 角色                   | 配音員                  | 配音員                 | 配音員                       | 簡介 |
| 角色                   | 日本                    | 臺灣                   | 中国大陆                     | 簡介 |
| 警察學校「鬼塚班」（） | 警察學校「鬼塚班」（）  | 警察學校「鬼塚班」（） | 警察學校「鬼塚班」（）       | 警察學校「鬼塚班」（） |
| ---------------------- | ----------------------- | ---------------------- | ---------------------------- | --- |
| 降谷零                 | 古谷徹                  | 劉傑                   | 藤新                         | 22歲，警察學校「鬼塚班」學生。與諸伏景光為竹馬之交的好友。以全科目A級別的優秀成績進入警校，射擊技術紮實，為當屆首席生。立志成為一名警察，為了尋找突然失踪的女醫生宮野艾蓮娜。 |
| 松田陣平               | 神奈延年                | 李世揚                 | 边江                         | 22歲，警察學校「鬼塚班」學生。與萩原研二為竹馬之交的好友。擅長拆解與組裝物品。小時候因為父親松田丈太郎被警察誤抓，對警察很怨恨，為了揍警視總監因而進入警校。                  |
| 伊達航                 | 藤原啟治 東地宏樹       | 吳文民魏晶琦 （幼年）  | 劉北辰李佳怡 （幼年）        | 22歲，警察學校「鬼塚班」學生兼班長。有一個女友叫做娜塔莉·來間。小時候與父親在超商遇到搶匪，但對於父親當時的不作為感到失望，後來知曉當年事情的真相。                           |
| 萩原研二               | 三木真一郎              | 劉傑                   | 杨天翔                       | 22歲，警察學校「鬼塚班」學生。與松田陣平為竹馬之交的好友。擅長與他人交流，受到很多女生的青睞。有著很熟練的駕駛技術，喜歡的車是馬自達RX-7 FD3S。                               |
| 諸伏景光               | 綠川光金元壽子 （幼年） | 曹冀魯楊凱凱 （幼年）  | 姜廣濤 楊昕燃閻麼麼 （幼年） | 22歲，警察學校「鬼塚班」學生。與降谷零為竹馬之交的好友。有著很優秀的烹飪技術。15年前，父母被人謀殺，受到精神創傷還患上了一段時間的失音症，為了抓住當年的犯人因而進入警校。    |
| 鬼塚八藏               | 大塚芳忠                | 曹冀魯                 | 王秋明                       | 48歲，警視廳警察學校初任科「鬼塚班」教官。 |
| 親屬                   |                         |                        |                              | |
| 松田丈太郎             | 劇中無台詞              | 劇中無台詞             | 劇中無台詞                   | 松田陣平的父親，職業拳擊手，被誤會是殺人兇手，僅於回憶中出現。 |
| 伊達的父親             | 多田野曜平              | 曹冀魯                 | 李铫                         | 前派出所員警，嘴裡總是叼著一根牙籤。 |
| 娜塔莉·來間            | 茅野愛衣                | 楊凱凱                 | 乔菲菲                       | 伊達航的女友，英語教師。 |
| 萩原千速               | 劇中無台詞              | 劇中無台詞             | 劇中無台詞                   | 萩原研二的姐姐，於超商搶劫事件的回憶中出現。 |
| 諸伏高明               | 速水獎岡本信彦 （少年） | 吳文民                 | 湯水雨                       | 諸伏景光的哥哥，長野縣警。 |
| 嫌疑犯                 |                         |                        |                              | |
| 外守一                 | 澀谷茂                  | 李世揚                 | 傅晨阳                       | 50歲，外守洗衣店店長，有個女兒叫做有里。 |
| 物部周三               | 福西勝也                | 吳文民                 | 王扶瑤                       | 35歲，摩托車店店員。 |
| 入江角夫               | 劇中無台詞              | 劇中無台詞             | 劇中無台詞                   | 46歳，經營五金店。 |
| 其他角色               |                         |                        |                              | |
| 毛利小五郎             | 劇中無台詞              | 劇中無台詞             | 劇中無台詞                   | 由鬼塚教官提及，擁有比降谷更優秀的射擊技術。 |
| 佐藤美和子             | 湯屋敦子                | 魏晶琦                 | 楊希                         | 女大學生，於警察學校的畢業典禮時登場。 |
| 宮本由美               | 杉本優                  | 楊凱凱                 | 闫夜桥                       | 女大學生，於警察學校的畢業典禮時登場。 |
| 榎本梓                 | 榎本充希子              | 楊凱凱                 | 阎么么                       | 白羅咖啡廳的女服務生，安室的女同事。 |
| 江戶川柯南             | 高山南                  | 曾允凡                 | 李世榮                       | 僅於動畫版登場，負責劇中開頭解說。 |

## 出版書籍
| 集數 | 小學館         | 小學館                 | 长春出版社 | 长春出版社             | 青文出版社   | 青文出版社             |
| 集數 | 發售日期       | ISBN                   | 發售日期   | ISBN                   | 發售日期     | ISBN                   |
| ---- | -------------- | ---------------------- | ---------- | ---------------------- | ------------ | ---------------------- |
| 上   | 2020年11月18日 | ISBN 978-4-09-850367-4 | 2021年12月 | ISBN 978-7-5445-6524-0 | 2022年5月5日 | ISBN 978-626-322-331-8 |
| 下   | 2020年12月18日 | ISBN 978-4-09-850368-1 | 2021年12月 | ISBN 978-7-5445-6524-0 | 2022年5月5日 | ISBN 978-626-322-332-5 |

## 卷數列表
| 1. 龍爭虎鬥（，Ryūko Sōhaku） 2. 旁若無人（，Bōjaku Bujin） 3. 勠力同心（，Rikuryoku Kyōshin） | 1. 質實剛健（，Shitsujitsu Gōken） 2. 殷鑑不遠（，Inkan Fuen） 3. 虛心坦懷（，Kyoshin Tankai） |

| 1. 外柔內剛（，Gaijū Naigō） 2. 亢龍有悔（，Kōryō Yūkai） 3. 疾風迅雷（，Shippū Jinrai） 4. 惡因惡果（，Akuin Akka） | 1. 集思廣益（，Kyūshu Gyōgi） 2. 櫻花爛漫（，Sakura Hana Ranman） 3. 櫻梅桃李（，Ōbaidōri） |

## 電視動畫
2021年8月4日，宣布《名偵探柯南 警察學校篇 Wild Police Story》將改編為電視動畫，於2021年12月4日至2023年3月11日在《名偵探柯南》中播出。

### 製作人員
- 原作：青山剛昌
- 人物設計：須藤昌朋
- 美術導演：荒井和浩、小山貴大、堺駿介
- 攝影導演：吉田雅紀、小川隆久
- 音響導演：浦上靖之、浦上慶子
- 音樂：大野克夫
- 編輯：岡田輝滿
- 故事編輯：飯岡順一
- 色彩設計：海鋒重信
- 總製作人：佐佐木加奈
- 製作人：汐口武史、寺島清晃
- 助理製作人：近藤秀峰
- 導演：山本泰一郎、鎌仲史陽
- 音響效果：橫山亞紀、石野貴久
- 監察人：諏訪道彥
- 制作：ytv、TMS娛樂

### 集數列表
| 播放日期       | 集數     | 集數       | 集數       | 對應漫畫         | 日文標題 | 中文標題                           | 分鏡                | 演出       | 作畫監督                         | 美術設定 |
| 播放日期       | 總計集數 | 名偵探柯南 | 名偵探柯南 | 對應漫畫         | 日文標題 | 中文標題                           | 分鏡                | 演出       | 作畫監督                         | 美術設定 |
| 播放日期       | 總計集數 | 官方集數   | 海外集數   | 對應漫畫         | 日文標題 | 中文標題                           | 分鏡                | 演出       | 作畫監督                         | 美術設定 |
| -------------- | -------- | ---------- | ---------- | ---------------- | -------- | ---------------------------------- | ------------------- | ---------- | -------------------------------- | -------- |
| 2021年12月4日  | 1        | 1029       | 1086       | 警察學校篇（上） |          | 警察學校篇 瘋狂警察故事 松田陣平篇 | 鎌仲史陽            | 鎌仲史陽   | 大友健一 田中美穗                | 本多康之 |
| 2022年3月12日  | 2        | 1038       | 1095       | 警察學校篇（上） |          | 警察學校篇 瘋狂警察故事 伊達航篇   | 山本泰一郎          | 山本泰一郎 | 大友健一 津吹明日香 牛之濱由惟   | 本多康之 |
| 2022年5月7日   | 3        | 1042       | 1099       | 警察學校篇（下） |          | 警察學校篇 瘋狂警察故事 萩原研二篇 | 鎌仲史陽            | 鎌仲史陽   | 大友健一 津吹明日香              | 本多康之 |
| 2022年10月29日 | 4        | 1061       | 1118       | 警察學校篇（下） |          | 警察學校篇 瘋狂警察故事 諸伏景光篇 | 金井次朗            | 山本泰一郎 | 須藤昌朋 （總作畫監督） 岩井伸之 | 本多康之 |
| 2023年3月11日  | 5        | R133       | 1134       | 警察學校篇（下） |          | 警察學校篇 瘋狂警察故事 降谷零篇   | 山本泰一郎 金井次朗 | 山本泰一郎 | 大友健一                         | 本多康之 |

## 外部連結
- 作品一覧ページ _ 少年サンデー （页面存档备份，存于） （日語）
- 名探偵コナン 警察学校編 Wild Police Story - 読売テレビ （日語）
- アニメ名探偵コナン警察学校編【公式】的X（前Twitter） （日語）
- 江戸川コナン的X（前Twitter） （日語）
- 在Netflix上觀看《名偵探柯南 警察學校篇 Wild Police Story》